# Els Catarres
Els Catarres är en katalansk (spansk) musikgrupp. De bildades 2010 som en folkrock-trio av Èric Vergés, Jan Riera och Roser Cruells. Sommaren 2011 fick de framgångar med låten "Jenifer", och gruppen har fram till 2023 givit ut fem fullängdsalbum.
Gruppen sjunger uteslutande på katalanska. Deras akustiska musik (främst baserad på gitarr, kontrabas, dragspel, blåssektion och trummor) har nått framgångar på ett antal festivalturnéer i delar av Spanien. Els Catarres har fått en mängd katalanska musikutmärkelser, inklusive två gånger den lokala musikindustrins pris för bästa festivalturné och ett antal priser på branschtidningen Enderrocks prisgalor. Man har även uppmärksammats för att de utöver sina CD-album (med delvis handgjorda omslag) publicerat albumlåtarna för fri nedladdning.

## Karriär

### Bakgrund
Gruppen bildades hösten 2010 av en trio bestående av Èric Vergés, som då arbetade som programmerare, och illustratören Jan Riera, båda från Aiguafreda, samt studenten Roser Cruells från grannorten Centelles. Vergés och Riera var barndomsvänner och Cruells en bekant från grannbyn. Gruppnamnet hämtades från en vän från Frankrike som var på sommarbesök och skämtade om sina katalanska vänner som "catarres" (en kombination av orden catalans, "katalaner", och càtars, "katarer" eller "kättare"). Bandnamnet har likheter med, men ingen koppling till, ordet catarro ("katarr" eller "kikhosta").
Els Catarres inledde sin karriär med spelningar på barer och på hemorten Aiguafredas hantverksmarknad. Deras första sånger fanns endast tillgängliggjorda (gratis) via internet. En av dessa var "Jenifer", en sång som handlar om kärleken mellan en katalansk patriot och en xoni från "Castefa", blev en stor sommarhit 2011 och fick stor spridning via olika sociala medier.

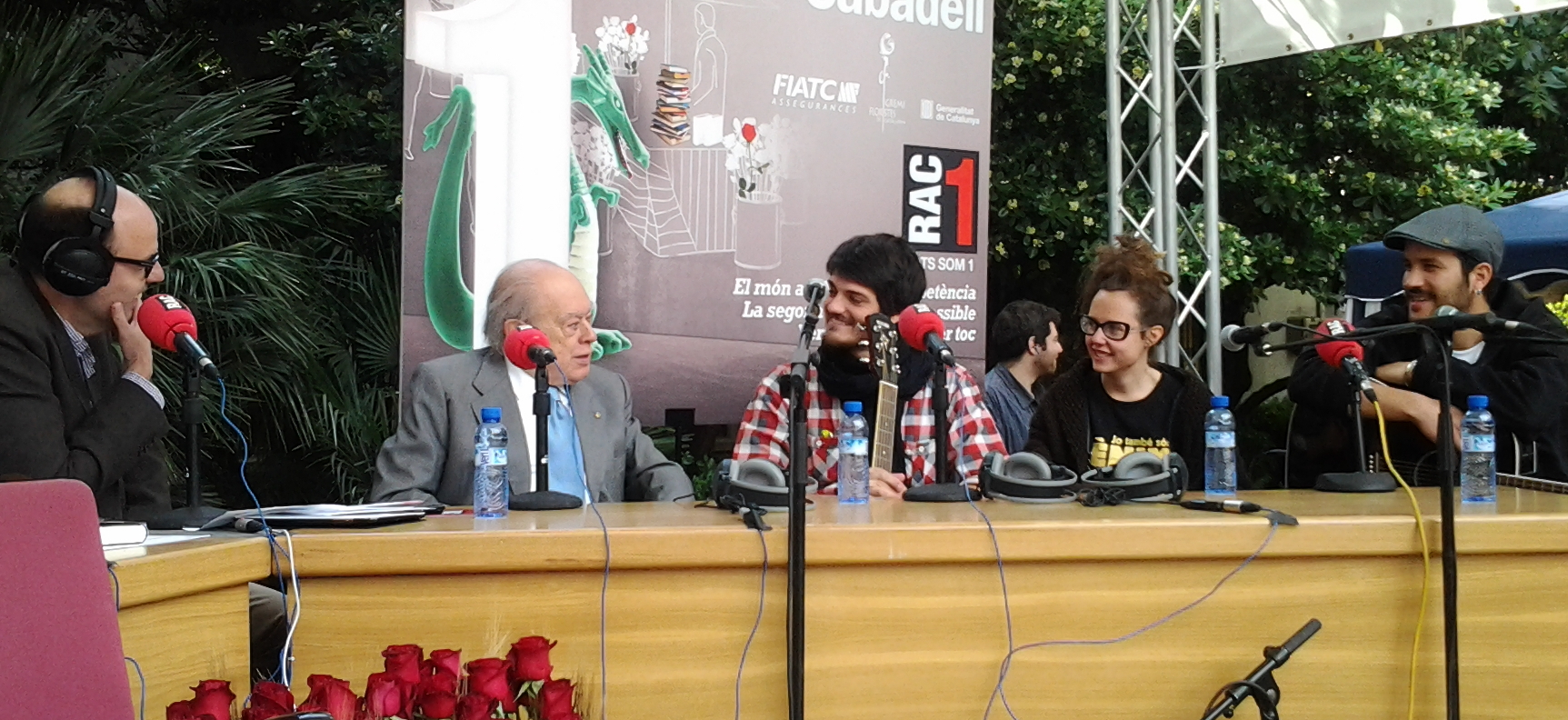
I genombrottslåten "Jenifer" finns många samtida katalanska referenser. På bilden träffar gruppen Jordi Pujol (nämnd i låttexten).

"Jenifer" uppmärksammades för sina många katalanska referenser. Bland annat nämndes att den manliga huvudpersonen i låten "drömmer våta drömmar om Jordi Pujol" ("tinc somnis eròtics amb en Jordi Pujol"), något som den mångårige regionpresidenten noterat vid flera tillfällen. 2012 sammanträffade trion med densamme Pujol, i samband med ett radioprogram på RAC1.
Under sommaren 2011 gjorde Els Catarres ett hundratal spelningar runt i Katalonien, samtidigt som "Jenifer" var en av sommarens mest spridda låtar. Gruppen meddelade dock att de bara på skrev på skivkontrakt om de fick fortsätta att även sprida sin musik gratis.

### Skivkontrakt och priser
29 november 2011 utgav det katalanska skivbolaget Discmedi Blau gruppens första album. Den tydligt betitlade Cançons 2011 ("Sånger 2011") innehöll 13 låtar, varav fyra var nya. Albumet fanns, helt enligt tidigare besked, både tillgängligt som köp-cd och som gratis nedladdning. Den första av de nya låtarna som uppmärksammades var "M'en vaig al camp", skriven som en parodi över en stadsbo som bestämmer sig för att flytta ut på landet. Albumet sålde under de kommande månaderna mer än 5 000 exemplar.
I mars 2012 fick Els Catarres motta Premi Enderrock för Bästa låttext, för "Jenifer". Under sommaren samma år presenterade gruppen via sociala medier två nya låtar – den serieinspirerade "Tintin" (ur texten: "Que no puc viure sense tu / Sóc un Tintín sense Milú" – "Jag kan inte leva utan dig / Jag är som Tintin utan Milou"). Den andra nya låten, "La contorsionista" spelades in i samarbete med Adriá Salas från gruppen La Pegatina. Samma år lade gruppen till en utökad (akustisk) instrumentering, via trumpet (Jaume Esteve), trombon (Marc Ruescas) och trummor (Malena).

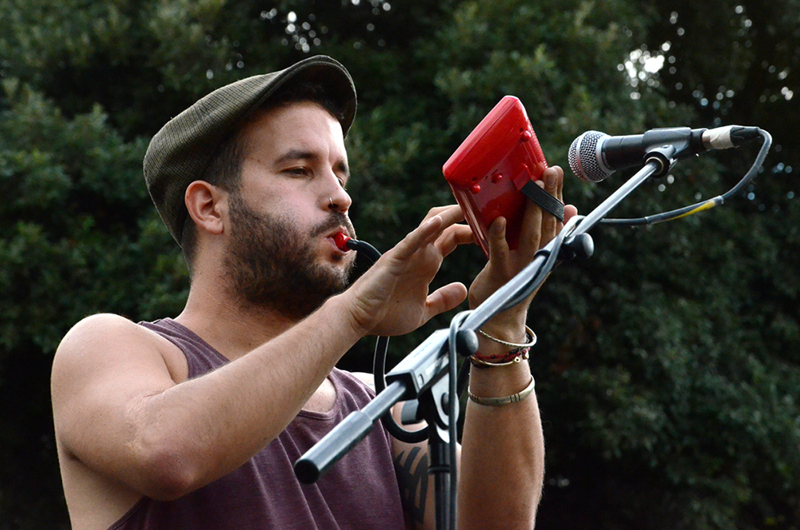
Bland instrumenten finns melodika, hanterad av Jan Riera.

### Fler album och turnéer
2013 kom Els Catarres tredje skivutgåva, Postals, utgiven under den nya skivetiketten Música Global. I samband med skivan gav sig gruppen ut på en stor turné, vilken den här gången täckte även andra delar av de katalanskspråkiga områdena och inte skulle avslutas förrän under 2014. På den nya skivan gjorde den Girona-födda Laia Fortià debut bakom trummorna.
I mars 2015 presenterades gruppens tredje fullängdsalbum, Big bang. Återigen fanns den parallellt tillgänglig som CD-utgåva och gratis nedladdning. Under 2015 följde en ny stor konsertturné i regionen. Under turnéåret 2015 utökades bandet officiellt till en sextett, inklusive Laia Fortià (trummor), Marc Ruescas (trombon) och Paul Evans (trumpet).

### Sabbatsår, ny skiva
Sommaren 2016 meddelade Els Catarres att man efter den kommande höstturnén skulle ta en längre paus, för att samla kraft och hämta inspiration på annat håll. Då hade man, med korta avbrott, ägnat sig åt ett omfattande turnerande under flera års tid. Samma sommar släpptes dock singelutgåvan "Jo sóc com tu".
I november 2017 gav gruppen åter livstecken ifrån sig. Man förberedde inspelningen av sitt fjärde studioalbum, som enligt gruppen skulle komma att bli mer dansant och mer elektrisk. Gruppen meddelade också att man under 2018 skulle komma att delta i katalanska musikfestivaler, till att börja med på Cruïlla de Primavera i Barcelona den 6 april.
14 mars publicerades gruppens fjärde fullängsalbum – Tots els meus principis – för gratis nedladdning och köp via Itunes (det fysiska CD-albumet börjar säljas en vecka senare). Albumet innehåller tolv låtar, inklusive singellåten "Fins que arribi l'alba" som presenterades månaden före. Gruppen presenteras återigen som en trio, men på albumproduktionen deltar även Pep Tarricabras (trummor), Jorge Pastor (trombon), Gregori Hollis (trumpet), David Nuri (tenorsax) och Ainsley Adams (synt och elektronik).

### Återkomst 2021/2022
Gruppen var under de kommande två åren till stora delar delvis lagd på is. 2020 deltog man dock i flera kollektiva musikproduktioner, under den covid-19-pandemi som i princip lamslog turnerande och musikfestivaler. I november 2021 återvände man dock med "Diamants", en första singel kopplad till gruppens kommande album (2022). Albumet gavs slutligen ut i slutet av februari 2022.
Hösten 2023 återkom bandet med Invencibles, ett studioalbum med nyinspelningar av kända låter med Els Catarres i sambandc med andra artister. Bland de deltagande artisterna finns Lluís Llach, Stay Homas, Joan Dausà, Balkan Paradise Orchestra, Smoking Souls och La Gossa Sorda. Albumet, vars omslag är en parafras på det på Sgt. Pepper's Lonely Hearts Club Band av The Beatles, vann publikomröstningen till Premis Enderrock för bästa poprockalbum.

## Stil och mottagande

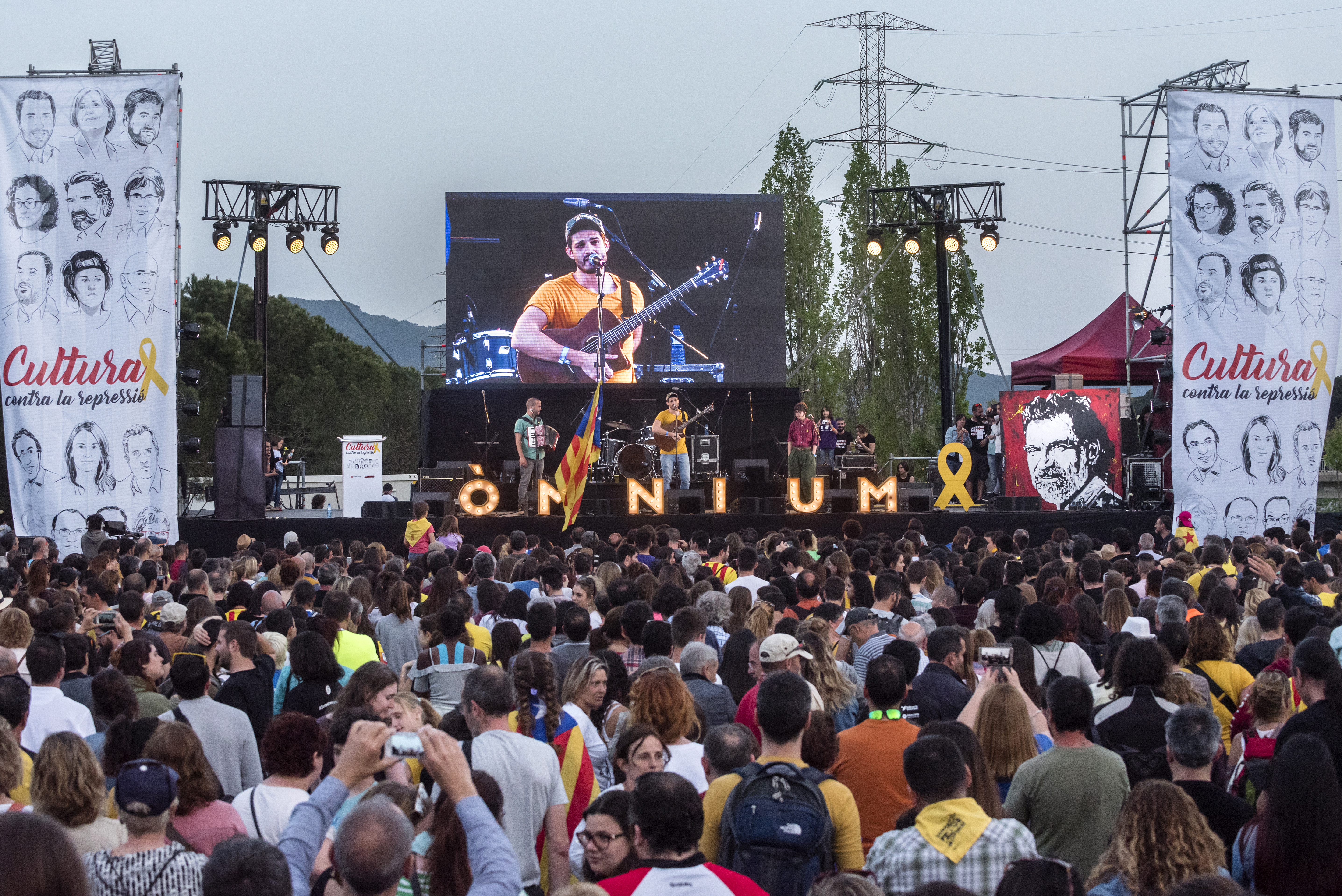
Els Catarres vid den Òmnium Cultural-arrangerade konserten Cultura contra la repressió, april 2018.

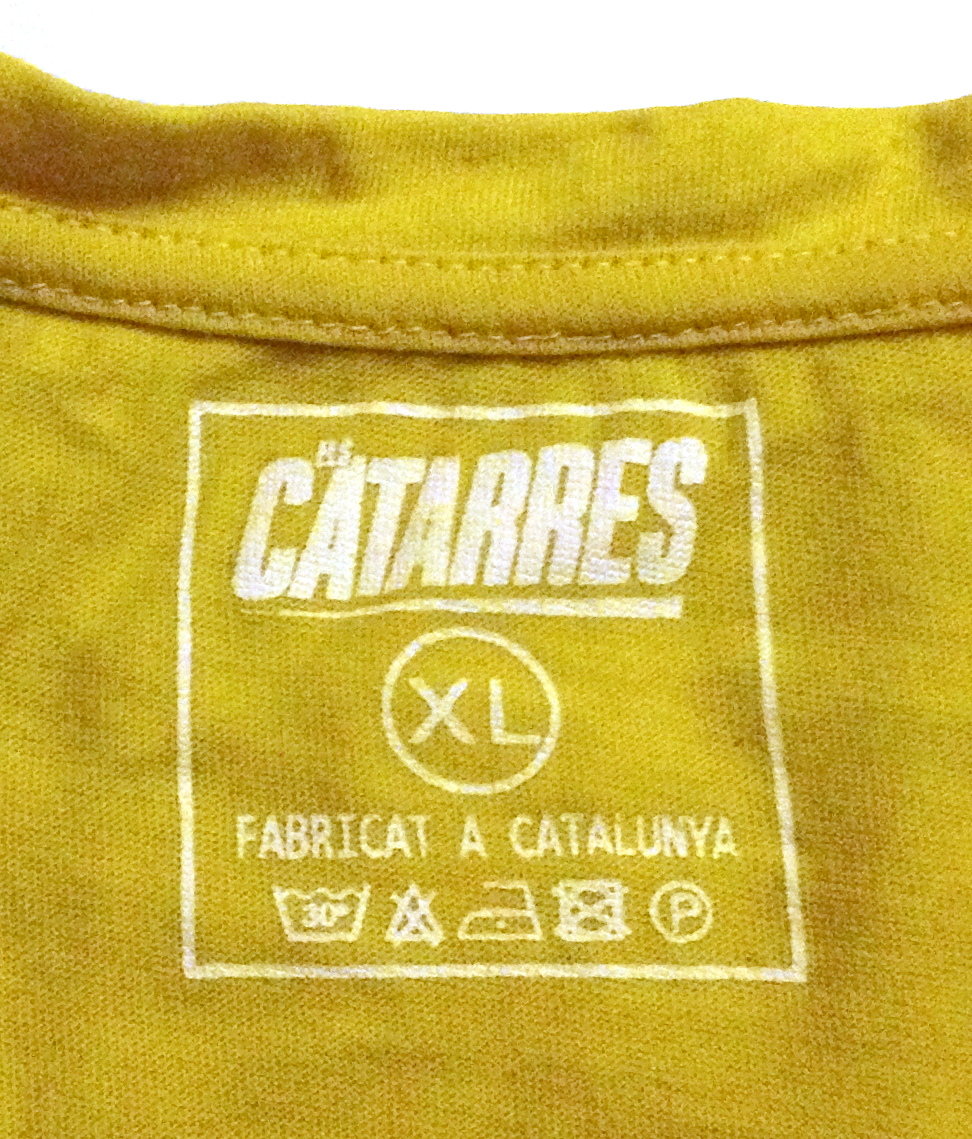
Gruppens katalanska identitet markeras på kläder med tryck som de säljer.

Els Catarres spelar en akustisk folkrockinspirerad musik. Instrumentering, arrangemang och rytmer är delvis gemensamt med grupper som brittiska Madness och franska Les Négresses Vertes. Kombinationen av dragspel, blåssektion och melodier med (ofta) baktakt har gjort gruppen till en attraktion i olika regionala festivalsammanhang.
Gruppen menar att sin filosofi att tillgängliggöra alla sina album gratis över Internet har givit både mer uppmärksamhet och större skivförsäljning/inkomster. De fysiska skivutgåvorna är å andra sidan delvis handgjorda:
- Cançons 2011: gruppnamn och albumtitel skrivna för hand på omslagets framsida (samt handtecknat litet hjärta plus löpnummer på de första 5 000 exemplaren[33])
- Postals: handstämplat gruppnamn på omslagets framsida, kombinerat med påstämplat unikt löpnummer (belönat som bästa albumomslag vid utdelningen av Premi Enderrock 2014[34])
- Big bang (16 000 exemplar): mönstret runt det tryckta gruppnamnet/albumtiteln på omslagets framsida färgsprejat för hand i tre färger[35]
- Tots els meus principis (10 000 exemplar): unikt direktbildsfoto[36] innanför det trekantiga hålet på omslagets framsida

Uppmärksamhet har också kommit via olika utmärkelser, där de sedan bildandet bland annat nio gånger fått motta (fram till 2016) priser på branschtidningen Enderrocks årliga prisgalor.
Modellen med att tillgängliggöra albumen för gratis nedladdning har också kommit till användning av minst en liknande katalansk musikgrupp. Även Txarango, med sin blandning av latinska rytmer och cirkus, har sedan bildandet 2011 kunnat locka stor publik till olika konserter och festivalframträdanden i regionen och i Europa/internationellt.
Som grupp vill Els Catarres inte gärna uttala sig politiskt i den infekterade striden om Kataloniens självbestämmande. Däremot märks gruppens katalanska identitet både på kläder med tryck som de säljer och genom deras deltagande i olika konserter anordnade till stöd för Kataloniens identitet och rättigheter. Flera av gruppens mer kända låtar – däribland "Jenifer", "Seguirem lluitant" och "El setge" – tar också direkt eller indirekt upp frågor rörande katalansk identitet och senare års händelseutveckling.

## Diskografi
- 2011 – Cançons 2011 ("Sånger 2011", studioalbum, Discmedi Blau)

| 1.  | "Potser vindré" ("Kanske kommer jag")                     | 3:23 |
| 2.  | "Caramelles" ("Karameller")                               | 3:11 |
| 3.  | "Jenifer"                                                 | 3:51 |
| 4.  | "Nou Barris"                                              | 3:05 |
| 5.  | "La noia de la plaça" ("Flickan på torget")               | 3:52 |
| 6.  | "Instants de complaença" ("Stunder av välbehag")          | 3:03 |
| 7.  | "Me'n vaig al camp" ("Jag drar ut på landet")             | 3:58 |
| 8.  | "Els amants de Sant Joan" ("Sant Joans älskare")          | 2:15 |
| 9.  | "Vell llop de mar" ("Gamle sjöbussen")                    | 4:11 |
| 10. | "Tots menys tu" ("Allt utom dig")                         | 3:29 |
| 11. | "La festa major d'Aiguafreda" ("Festivalen i Aiguafreda") | 3:55 |
| 12. | "La barba" ("Skägget")                                    | 3:10 |
| 13. | "Vola amb mi" ("Flyg med mig")                            | 1:49 |

- 2012 – Tintin i la contorsionista ("Tintin och ormkvinnan", EP/singel, Discmedi Blau)

| 1. | "Tintin"                                            | 3:39 |
| 2. | "La contorsionista" ("Ormkvinnan", med Adrià Salas) | 3:49 |

- 2013 – Postals ("Vykort", studioalbum, Música Global)

| 1.  | "Tokyo"                                            | 3:48 |
| 2.  | "Camp d'oliveres" ("Olivlunden", med Tomeu Penya)  | 3:14 |
| 3.  | "Vull estar amb tu" ("Jag vill vara med dig")      | 3:03 |
| 4.  | "Rock'n'roll"                                      | 2:47 |
| 5.  | "A tot color" ("I alla färger")                    | 4:17 |
| 6.  | "De pares a fills" ("Från fäder till söner")       | 3:21 |
| 7.  | "Invencibles" ("Oövervinnerliga")                  | 3:03 |
| 8.  | "Utopia"                                           | 2:37 |
| 9.  | "Seguirem lluitant" ("Vi ska fortsätta kämpa")     | 3:20 |
| 10. | "Souvenirs" ("Souvenirer", med Núria Feliu)        | 3:48 |
| 11. | "T'hi va la vida" ("Satsa allt vad livet är värt") |      |
| 12. | "La porta del cel" ("Porten till himlen")          | 3:28 |

- 2015 – Big bang (studioalbum, Música Global)

| 1.  | "En peu de guerra" ("På krigsstigen")                  | 3:02 |
| 2.  | "Estels al vent" ("Stjärnor i vinden")                 | 3:44 |
| 3.  | "Sota la llum del sol" ("I solskenet")                 | 3:33 |
| 4.  | "El món és teu" ("Världen är din")                     | 3:29 |
| 5.  | "El teu cor és un tambor" ("Ditt hjärta är en trumma") | 3:15 |
| 6.  | "Nit d'agost" ("Augustinatt")                          | 3:00 |
| 7.  | "Som de foc" ("Vi brinner")                            | 3:43 |
| 8.  | "Lluna nova" ("Nymåne")                                | 3:30 |
| 9.  | "Cor caníbal" ("Kannibalhjärta")                       | 3:17 |
| 10. | "El setge" ("Belägringen")                             | 3:41 |
| 11. | "L'odissea" ("Odyssén")                                | 3:33 |
| 12. | "Gandia 1924"                                          | 1:27 |

- 2018 – Tots els meus principis ("Alla mina principer", studioalbum, Música Global)

| 1.  | "Perfectes" ("Perfekta")                                               | 3:00 |
| 2.  | "Una cançó que em parla de tu" ("En sång som berättar för mig om dig") | 3:35 |
| 3.  | "Fins que arribi l'alba" ("Ända tills gryningen")                      | 3:16 |
| 4.  | "T'estava esperant" ("Jag väntade på dig")                             | 3:40 |
| 5.  | "Avui" ("Idag")                                                        | 3:07 |
| 6.  | "Martina"                                                              | 3:37 |
| 7.  | "Humans" ("Mänskliga")                                                 | 3:13 |
| 8.  | "Pren el moment" ("Fånga stunden")                                     | 3:30 |
| 9.  | "I de sobte la llum" ("Och plötsligt kommer ljuset")                   | 3:18 |
| 10. | "L'art de viure" ("Konsten att leva")                                  | 3:18 |
| 11. | "Casablanca"                                                           | 3:04 |
| 12. | "1983"                                                                 | 3:57 |

- 2022 – Diamants ("Diamanter", studioalbum, Halley Records)

| 1.  | "Honestament" ("Ärligen")                                             | 3:12 |
| 2.  | "Avui t'he vist ("Idag såg jag dig")                                  | 3:09 |
| 3.  | "Diamants" ("Diamanter")                                              | 3:38 |
| 4.  | "Un sotre fet d'estrelles" ("Ett tak gjort av stjärnor")              | 3:07 |
| 5.  | "Haurà valgut la pena viure" ("Det skulle varit värt mödan att leva") | 3:26 |
| 6.  | "T'odio" ("Jag hatar dig" (spansk låttitel, låttext på katalanska))   | 3:49 |
| 7.  | "Atlàntides" ("Atlantider")                                           | 4:11 |
| 8.  | "Animals" ("Djur")                                                    | 3:21 |
| 9.  | "Diana" ("Diana")                                                     | 3:12 |
| 10. | "La solució" ("Lösningen")                                            | 3:20 |
| 11. | "La ferida" ("Såret")                                                 | 4:16 |

- 2023 – Invencibles ("Oövervinnerliga", studioalbum med nyinspelningar och artistsamarbeten, Halley Records)

| 1.  | "Tokyo" (med Joan Dausà)                                                                     | 03:09 |
| 2.  | "Vull estar amb tu" (med Stay Homas och ZOO)                                                 | 03:08 |
| 3.  | "Invencibles" (med ZETAK)                                                                    | 02:43 |
| 4.  | "Jenifer" (med Figa Flawas)                                                                  | 02:56 |
| 5.  | "Diamants" (med Escolania de Montserrat)                                                     | 03:31 |
| 6.  | "Un sostre fet d'estrelles" (med Lluís Llach)                                                | 03:13 |
| 7.  | "Tintín" (med Els Amics de les Arts)                                                         | 03:27 |
| 8.  | "Rock & Roll" (med Balkan Paradise Orchestra)                                                | 02:42 |
| 9.  | "En peu de guerra" (med Xavi Sarrià, Smoking Souls, La Fúmiga, El Diluvi och La Gossa Sorda) | 03:01 |
| 10. | "La porta del cel" (med Sopa de Cabra)                                                       | 03:26 |
| 11. | "Fins que arribi l'alba" (live från Sant Jordi Club 2019)                                    | 04:06 |
| 12. | "Cor"                                                                                        | 02:46 |

## Utmärkelser (urval)
- Premi Enderrock 2012 för Bästa låttext, för "Jenifer"[42]
- Premi ARC de la Indústria Musical 2013 för Bästa festivalturné med egen musik, för "Gira Postals"[43]
- Premi Enderrock 2014:[44]
  - publikpriset för Bästa poprockgrupp
  - publikpriset för Bästa album, för Postals
  - publikpriset för Bästa sång, för "Vull estar amb tu"
  - publikpriset för Bästa låttext, för "Vull estar amb tu"
  - publikpriset för Bästa albumomslag, för Postals
- Disc Català de l'Any de Ràdio 4 del 2013 (publikpris för årets bästa katalanska album, utdelat av Ràdio 4 – RTVE), för Postals[45]
- Premi ARC 2015 för Bästa festivalturné med egen musik[46]
- Premi Enderrock 2016:[47][48]
  - publikpriset för Bästa album, för Big bang
  - publikpriset för Bästa låttext, för "En peu de guerra"
  - publikpriset för Bästa albumomslag, för Big bang
- Premi Enderrock 2019:[49]
  - publikpriset för Bästa artist
  - publikpriset för Bästa poprockalbum, för Tots els meus principis

## Bilder

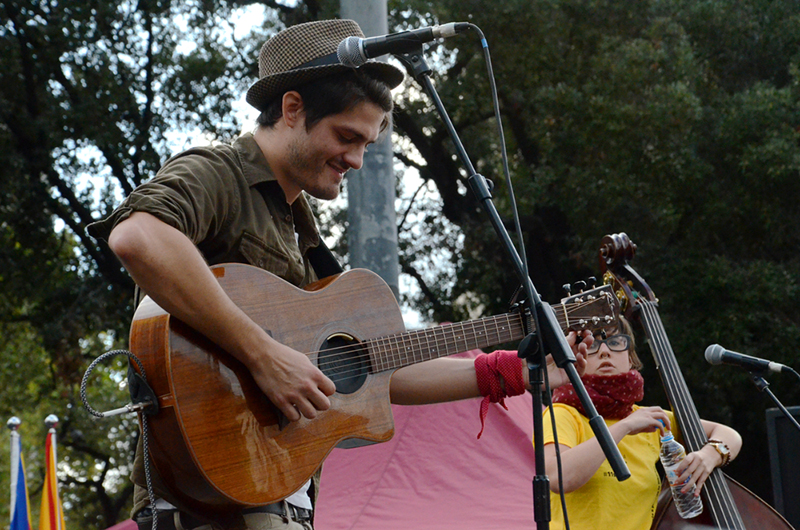
Èric Vergés med akustisk gitarr.
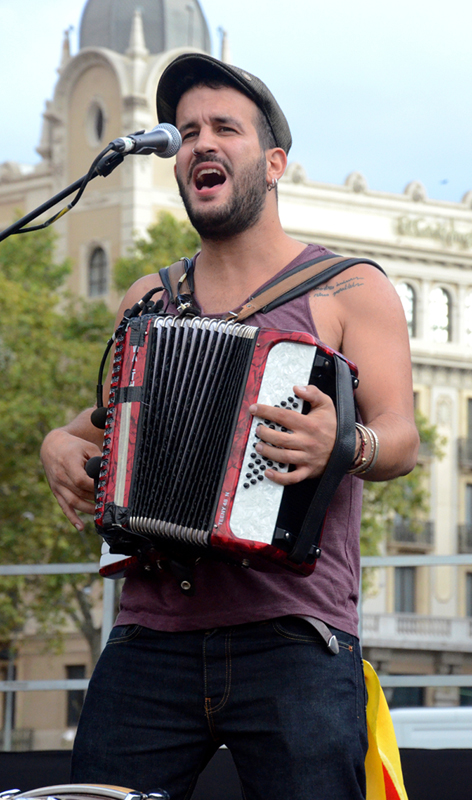
Jan Riera på dragspel.
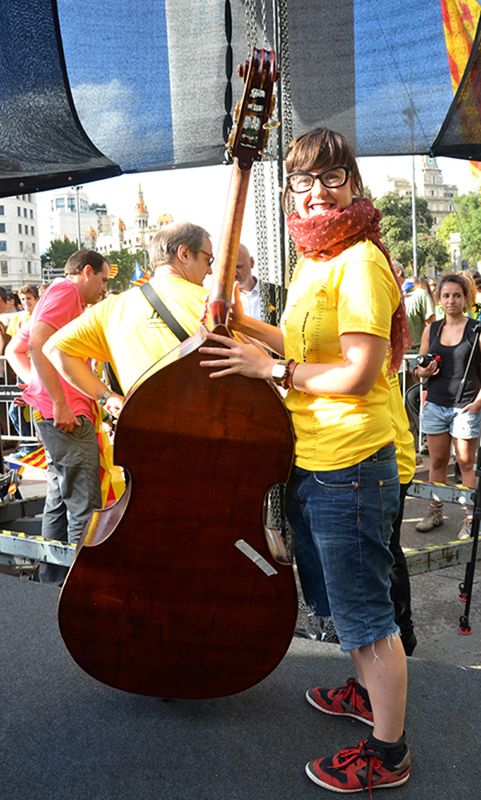
Roser Cruells är gruppens basist.
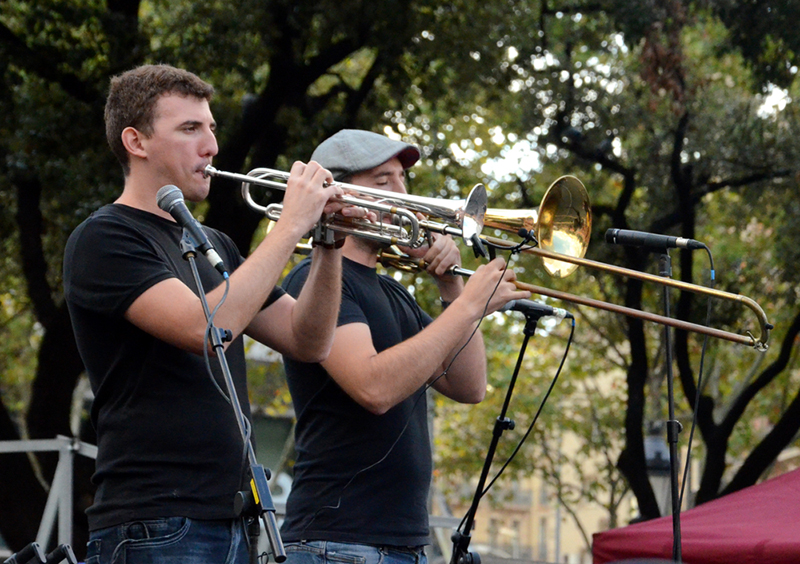
Gruppen har en blåssektion.
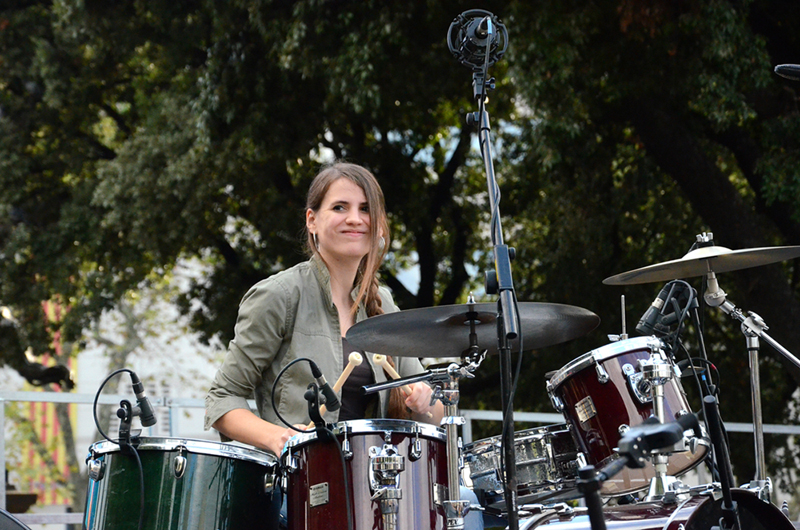
Trumslagandet sköttes länge av Laia Fortià.